# Luigi Brunella
Luigi Brunella (Garlasco, 14 aprile 1914 – Roma, 23 maggio 1993) è stato un calciatore e allenatore di calcio italiano, di ruolo difensore.

## Caratteristiche tecniche
Era un terzino destro piuttosto dotato tecnicamente, con uno stile di gioco ordinato e intelligenza tattica.

## Carriera

### Giocatore

#### Club
Cresce nelle giovanili della Giovani Calciatori Vigevanesi, e con la compagine della Lomellina disputa tre campionati di Serie B dal 1932 al 1935 prima di trasferirsi al Torino. In granata Brunella disputa quattro stagioni, di cui le due centrali da titolare fisso (scendendo in campo in entrambi i casi in tutti i 30 incontri di campionato in programma), conquistando la Coppa Italia nella stagione 1935-1936.
Nel 1939, dopo un campionato chiuso al secondo posto finale, passa alla Roma, venendo preferito, nel primo campionato, l'altro neo-acquisto Mario Acerbi. e scende in campo in 5 occasioni. L'anno successivo, con lo spostamento di Acerbi sulla fascia sinistra, trova il posto da titolare che conserva (con 30 presenze su 30 incontri) nell'annata 1941-1942, nella quale i giallorossi conquistano il loro primo scudetto.
Resta nella capitale anche nella stagione successiva, e, dopo l'interruzione bellica (durante la quale disputa il Campionato Alta Italia 1944 con l'allora Juventus Cisitalia), vi torna per disputare l'anomalo Campionato 1945-1946 e le due stagioni successive. In particolare, nella stagione 1947-1948, pur avendo ormai perduto il posto da titolare (12 presenze complessive in campionato), risulta decisivo per la salvezza dei giallorossi, sia realizzando la rete della vittoria sulla Salernitana nella penultima giornata di campionato (unica sua rete in Serie A in carriera), sia assumendo il doppio ruolo di allenatore-giocatore dopo l'esonero di Imre Senkey.
Da calciatore ha collezionato complessivamente 223 presenze ed una rete in Serie A e 66 presenze in Serie B.

#### Nazionale
Durante la militanza nel Torino disputa un incontro con la Nazionale B contro una selezione della Francia del Sud-Est.

### Allenatore
Cessata l'attività agonistica, nella stagione 1948-1949 resta sulla panchina dei giallorossi, indeboliti da una grossa crisi finanziaria che rende necessaria la cessione del bomber Amedeo Amadei all'Inter, e li conduce al quattordicesimo posto finale. All'inizio della stagione 1949-1950 lascia il posto a Fulvio Bernardini e va ad allenare la squadra ragazzi, per poi riassumere la guida della Roma nel maggio successivo, a tre giornate dal termine. Sotto la sua guida i giallorossi ottengono la matematica salvezza grazie alla vittoria interna sul Novara. La società lo conferma anche per la stagione successiva, ma poi decide di ingaggiare Adolfo Baloncieri lasciando Brunella come allenatore in seconda. Nel gennaio 1951, dopo l'esonero di Baloncieri che viene sostituito da Pietro Serantoni, Brunella abbandona la società giallorossa.
Stabilitosi definitivamente a Roma, nello stesso anno apre un bar in Viale Eritrea. Lascia il mondo del calcio dopo alcune brevi esperienze nelle serie minori (Chinotto Neri, Romulea).

## Palmarès

### Giocatore

#### Club
- Coppa Italia: 1

Torino: 1935-1936
- Campionato italiano: 1

Roma: 1941-1942